# Typha tzvelevii
Typha tzvelevii  là một loài thực vật có hoa trong họ Typhaceae. Loài này được Mavrodiev mô tả khoa học đầu tiên năm 2002.